# Хорошевич, Константин Иванович
Константин Иванович Хорошевич (бел. Кастусь Іванавіч Харашэвіч; 6 июля 1927 — 12 июля 2013) — белорусский художник, жил и работал в Молодечно.

## Биография
Родился 6 июля 1927 года в деревне Литва (ныне Молодечненского района Минской области).
В школьные годы был учеником Бориса Кита. Принимал участие в деятельности Союза белорусской молодежи.
Направления работы: пейзаж, портрет, натюрморт. В 1958 году окончил Минское художественное училище. Дипломной работой стала картина «Сялянскі бунт у дарэвалюцыйнай вёсцы».
Константин Хорошевич был старейшим художником города и знаковой фигурой в истории белорусской живописи. Всего написал более 500 полотен. Последние годы своей жизни активно создавал галереи выдающихся белорусских деятелей науки, культуры и искусства. Работы Константина Хорошевича находятся в Художественном Фонде Республики Беларусь, фонде Национального Художественного Музея, Музея современного белорусского искусства, Центре имени Франциска Скорины в Минске, Белорусской национальной библиотеке, Минском областном краеведческом музее, а также в частных коллекциях в Польше, Великобритании, Германии, США, Израиле, Канаде.
В 2011 году в филиале государственного литературного музея имени Янки Купалы в деревне Яхимовщина Молодечненского района создана персональная галерея произведений Константина Хорошевича.
Умер 12 июля 2013 года в Молодечно.

## Участие в творческих союзах
- Союз художников СССР (с 1969 г.)
- Белорусский Союз Художников
- Член Белорусского общества художников «Погоня».

## Преподавательская деятельность
Основатель (вместе с Ядвигой Раздзеловской) студии изобразительного и декоративно-прикладного искусства в г. Молодечно.

## Персональные выставки
- 1977 — Союз Художников БССР, Минск
- 1977 — Паневежис (Литовская ССР)
- 2003 — Республиканская Художественная Галерея, Минск
- 2010 — «Крыніцы моцнага натхнення», Минск

## Награды
- Медаль Белорусского Союза Художников «За заслуги в изобразительном искусстве» (1999 г.)
- Специальная премия Молодечненского городского исполнительного комитета «Талант» в номинации «Художник года» (1999, 2003 гг.)

## Основные работы
- 1956 — «Старое Заслаўе»
- 1958 — «Сцяжынка майго дзяцінства»
- 1960 — «Від на Мядзел»
- 1961 — «Мой родны кут»
- 1962 — «Мястэчка»
- 1963 — «Паўстанне нарачанскіх рыбакоў»
- 1963 — «Інтэр’ер з калаўротам»
- 1966 — «Вялікдзень»
- 1967 — «Выступленне Браніслава Тарашкевіча перад сялянамі Заходняй Беларусі»
- 1971 — «Прадвесне»
- 1973 — «Нацюрморт. Помнікі гісторыі і культуры Беларусі»
- 1976 — «Стары двор. Магіла Цёткі»
- 1977 — «Вільня. Зарэчча»
- 1978 — «Раскіданае гняздо»
- 1979 — «Зіма ў Маладзечне»
- 1980 — «Браслаўскія азёры»
- 1982 — «Дарога ў Гальшаны»
- 1984 — «Пасля навальніцы»
- 1987 — «Маладзечна. Плошча свабоды»
- 1990 — «Далягляды маёй Бацькаўшчыны»
- 1995 — «Нацюрморт з днушкай»
- 1997 — «Руіны Наваградка»
- 1999 — «Барыс Кіт. Акадэмік астранаўтыкі»
- 2002 — «Янка Купала ў Яхімоушчыне»
- 2003 — «Кастусь Каліноўскі. За нашу і вашу свабоду. Памяці паўстання на Беларусі 1863 г.»